# Pedro Paredes Prada
Pedro Paredes Prada (Distrito de Moro, Provincia del Santa, Ancash, Perú; 27 de abril de 1947) es un exfutbolista  y entrenador peruano. Desempeñó como defensa izquierdo en solo clubes de Perú.

## Trayectoria
Se inició en el Club Porvenir Miraflores en 1969, luego pasó a las filas del Club Atlético Chalaco con el cual campeono en la Segunda División Peruana 1972, logrando así el ascenso a la Primera División del Perú para el Campeonato Descentralizado 1973. Después al  Club Ciclista Lima Association en 1973. Luego al Alfonso Ugarte de Chiclín y al Club Deportivo Unión Minas Volcán en 1975, hasta 1988 donde alternaba con su trabajo en la empresa Centromin Perú. Después de su etapa de futbolista se dedicó a la dirección técnica. En 1992 logró la clasificación del Club Deportivo Unión Minas Volcán al Campeonato Descentralizado 1992 al vencer en la final regional al Foot Ball Club Aurora de Arequipa. Continuo en el club minero, hasta 1996 cuando dirigió al Club Hidro de la Oroya con el cual llegó a la etapa final aquí en Lima de la Copa Perú 1997. Luego regreso al Club Deportivo Unión Minas Volcán dirigiendolo en temporadas intermitentes hasta su descenso en el 2001. Continuó su carrera en el Rosario Fútbol Club de Huaraz.

## Clubes

### Como jugador
| Club                              | País | Temporada |
| --------------------------------- | ---- | --------- |
| Porvenir Miraflores               | Perú | 1969      |
| Club Atlético Chalaco             | Perú | 1970-1972 |
| Club Ciclista Lima Association    | Perú | 1973      |
| Alfonso Ugarte de Chiclín         | Perú | 1974      |
| Club Deportivo Unión Minas Volcán | Perú | 1975-1988 |

### Como entrenador
| Club                              | País | Temporada |
| --------------------------------- | ---- | --------- |
| Club Deportivo Unión Minas Volcán | Perú | 1991-1995 |
| Club Hidro la Oroya               | Perú | 1996-1997 |
| Club Deportivo Unión Minas Volcán | Perú | 1998-2001 |
| Club Sport Rosario                | Perú |           |

## Palmarés

### como jugador

#### Campeonatos nacionales
| Título                        | Club                  | País | Año  |
| ----------------------------- | --------------------- | ---- | ---- |
| Segunda División Peruana 1972 | Club Atlético Chalaco | Perú | 1972 |